# Laar (Herford)
Laar ist der nach Einwohnern kleinste Stadtteil der Stadt Herford. Am 31. Dezember 2015 wohnten dort 467 Personen. Laar liegt an der südwestlichen Stadtgrenze.

## Nachbargemeinden
Laar grenzt im Norden an den Herforder Stadtteil Eickum und im Osten an die Herforder Stadtteile Diebrock und Stedefreund. Im Süden liegt Bielefeld-Brake und im Westen liegen die Bielefelder Stadtteile Vilsendorf und Jöllenbeck.

## Geschichte
Laar war ursprünglich eine Bauerschaft in der Grafschaft Ravensberg und unterstand dort der Vogtei Schildesche im Amt Sparrenberg. Von 1807 bis 1810 gehörte Laar zum Kanton Schildesche im Distrikt Bielefeld des Königreichs Westphalen, das von Jérôme, dem Bruder Napoleons regiert wurde. Nach der Annexion großer Teile Norddeutschlands durch Napoleon Bonaparte im Jahre 1811 gehörte Laar bis 1813 zum Kanton Enger im Distrikt Minden des französischen Departements der Oberen Ems. 1816 wurde Laar Teil des neuen Kreises Herford und gehörte dort bis zur Kommunalreform am 31. Dezember 1968 zum Amt Herford-Hiddenhausen. Am 1. Januar 1969 wurde Laar durch das Herford-Gesetz in die Stadt Herford eingemeindet.

## Landschaft
Das Landschaftsbild ist weitgehend durch Landwirtschaft und einige Bachläufe geprägt. Neben einigen Wohnbereichen gibt es lediglich einzelne Industriebauten, Hochspannungsleitungen und das Umspannwerk. Der Bau der Mülldeponie mit dem größten freitragenden Dach Deutschlands wurde Ende 1995 eingestellt, nachdem 1994 damit begonnen worden war.
An der Vilsendorfer Straße betreibt der Unternehmer (Bugatti-Bekleidung) und Springreiter Wolfgang Brinkmann einen Reitstall.

## Auferstehungskirche

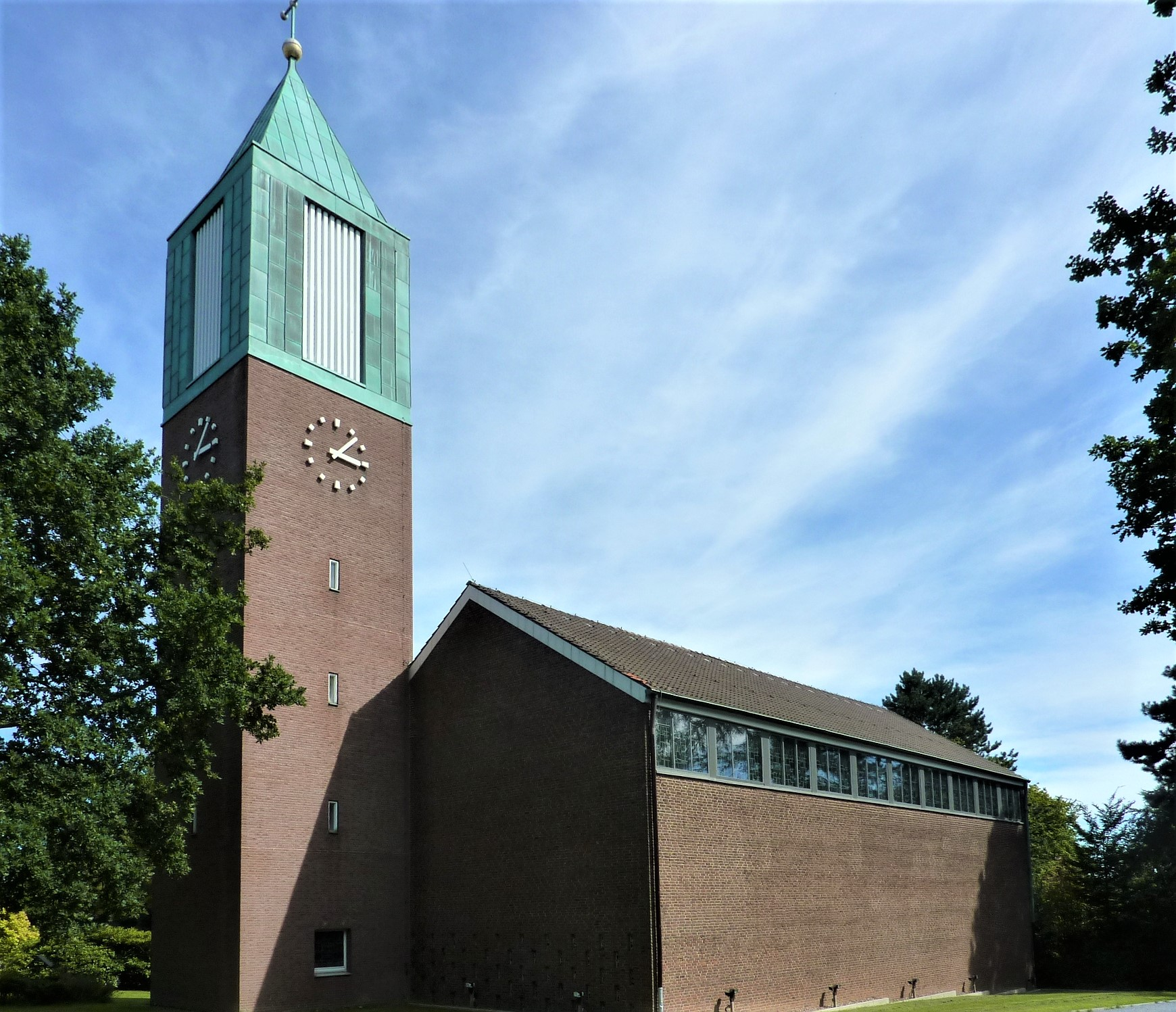
Die Auferstehungskirche

Die evangelische Auferstehungskirche an der Laarer Straße wurde 1962 erbaut. Bis 1959 war Laar Pfarrbezirk der Herforder-Münster-Kirchengemeinde. Die jetzige Gemeinde umfasst die Herforder Stadtteile Laar und Stedefreund sowie den westlichen Teil von Eickum (Obereickum) und von Diebrock (Hollinde).
Das schlichte einschiffige Gebäude steht in Nord-Süd-Richtung. Der Türgriff am Portal zeigt das biblische Motiv Jona, der vom Wal ausgespien wurde, was im Neuen Testament als Symbol für die Auferstehung gilt. Auf dem großen Mittelfenster im Chorraum ist die Auferstehung Christi und auf dem Chorfenster auf der linken Seite die Taufe Jesu durch Johannes dargestellt. Das Chorfenster auf der rechten Seite zeigt das Gespräch Jesu mit Nikodemus. Drei weitere Fenster geben der Sakristei die Atmosphäre. Sie zeigen das Abendmahl, den ungläubigen Thomas, den Auferstandenen und Petrus. Der Altartisch stammt aus dem Betsaal der Alten Kapelle von 1875, die vorher an dieser Stelle stand. Auch das Kruzifix und die Kanzelfiguren im Amtszimmer erinnern noch daran. Die Kanzel auf der rechten Seite besteht aus Marmorsteinchen in Mosaik. Auf der anderen Seite steht der Taufstein aus geschliffenem Marmor.
Neben der Kirche liegt der städtische Friedhof Laar mit Wahlgräbern, Reihengräbern und Pflegereihengräbern.

## Roonstein
Im Kreuzungsbereich der Lübbecker Straße – Laarer Straße/Vilsendorfer Straße steht ein Denkmal des Bildhauers  Heinrich Wefing für den preußischen General und Kriegsminister Albrecht von Roon. Es wurde 1913 vom Kriegerverein Laar-Hollinde errichtete. Im 20. Jahrhundert wurde es einmal umgesetzt.

## Mülldeponie
In den 1980er Jahren war geplant, in Laar in der Nähe der Stadtgrenze zu Bielefeld eine Mülldeponie anzulegen. Auf einer Fläche von 56,9 Hektar sollten jährlich 200.000 Kubikmeter Reststoffe der Müllverbrennungsanlagen des Kreises Herford und der Stadt Bielefeld sowie sämtlicher Restmüll der insgesamt 550.000 Einwohner dieser Region angeliefert werden. Die Fläche sollte nach unten und oben abgedichtet werden, damit keine Giftstoffe in den Boden und die Umwelt gelangen konnten. Auch eine Restwasserdrainage mit einem Klärwerk war vorgesehen. Um während des Mülleinbaus der einzelnen Betriebsphasen das Eindringen von Regenwasser zu verhindern, war eine siebenmal umsetzbare Überdachung als Traglufthalle geplant, wobei das Tragluftdach eine Grundfläche von ca. 200 m × 600 m gehabt hätte. Es wäre damit die größte Traglufthalle der Welt entstanden, für die Kosten von 100 Millionen DM geschätzt wurden. Die Laufzeit der Deponie sollte etwa 30 Jahre betragen. Als Betreiber wurde der Zweckverband Verbunddeponie Bielefeld-Herford gegründet.
Im September 1992 fand die Anhörung zum Planfeststellungsverfahren statt. Anwohner des Geländes sowie die Kirchengemeinden Laar und Vilsendorf klagten vor dem Oberverwaltungsgericht Münster gegen das Bauvorhaben, nachdem es bereits zuvor Demonstrationen, Bürgerbegehren und Unterschriftlisten gegeben hatte. Trotzdem begannen die ersten Bauarbeiten in der zweiten Hälfte des Jahres 1994. Im Februar 1995 wurde das Projekt gestoppt und am 4. Mai 1995 erfolgte der Baustopp der Baumaßnahme. Bis dahin waren bereits etwa 100 Millionen DM ausgegeben worden.

## Belege
1. ↑  Stadt Herford: Zahlen, Daten, Fakten
2. ↑  Martin Bünermann: Die Gemeinden des ersten Neugliederungsprogramms in Nordrhein-Westfalen. Deutscher Gemeindeverlag, Köln 1970, S. 74.
3. ↑  Sylvia Tetmeyer: Rückblick: Traum vom größten Tragluftdach in Bielefeld geplatzt, auf NW.de, 20. Dezember 2022
4. ↑  Verbunddeponie Bielefeld-Herford, auf kup-ing.de, abgerufen am 12. Januar 2023